# Hamza Dahmane
Hamza Dahmane est un footballeur algérien né le 22 septembre 1990 à Bourouba dans la banlieue d'Alger. Il évolue au poste de gardien de but au FC Échirolles.

## Biographie
Hamza Dahmane évolue en première division algérienne avec les clubs du CR Belouizdad, du MC Oran, et du CS Constantine. Il dispute une quarantaine de matchs dans ce championnat.
Hamza Dahmane reçoit trois sélections en équipe d'Algérie olympique. Il fait ses débuts en sélection le 18 décembre 2010. Il figure sur le banc des remplaçants lors du championnat d'Afrique des moins de 23 ans 2011.

## Palmarès
- Finaliste de la Coupe d'Algérie en 2012 avec le CR Belouizdad (ne joue pas la finale)